# 河奈さつき
河奈 さつき（かわな さつき）は、日本のフリーアナウンサー。ハセガワエスティ所属。

## 担当番組
- 青春晴れ舞台（NHK） - 司会
- 朝一番天気!あさ天（日本テレビ） - キャスター
- NNNニュースプラス1（日本テレビ） - リポーター
- パーソナル6（TBS） - 番組宣伝キャスター
- テレポートTBS6（TBS） - リポーター
- はなまるマーケット（TBS） - リポーター
- MUSIC花模様（東京MXテレビ） - トークショー司会
- 経済気球（朝日ニュースター） - ニュースキャスター